# Olga Eggers
Olga Antoinette von Eggers, född 31 december 1875 på St. Thomas i Danska Västindien, död 16 maj 1945 i Köpenhamn, var en dansk friherrinna, journalist, författare och kvinnorättsaktivist. Vid sidan om sitt riktiga namn gav hon ut böcker under pseudonymen Annette Brun. Från 1934 uttryckte hon stöd för nazismen och Nazityskland.

## Biografi
Olga Eggers var dotter till friherren, botanikern och kaptenen Heinrich Franz Alexander von Eggers (1844–1903) och Mathilde Camilla Stakemann (1848–1928). Familjen var av en gammal tysk adelssläkt och Olga Eggers tillbringade sina första levnadsår på ön St. Thomas i Danska Västindien, där fadern var kapten i den västindiska armén. När Eggers var fem år gammal skickades hon till släktingar på Falster och hade från det endast begränsad kontakt med sina föräldrar och syskon. Efter avslutad allmän skolgång utbildade hon sig till lärarinna vid N. Zahles Skole och blev utexaminerad 1900. Hon kom dock aldrig att arbeta inom detta yrke. Hon gifte sig 1901 med sin första man, författaren Ludvig Ferdinand Adolf Rosenberg, och flyttade till Köpenhamn. Kort därefter inledde hon en karriär som journalist på Social-Demokraten. Under första världskriget var hon utrikeskorrespondent i Paris och efter kriget engagerade hon sig i Nationernas Förbund. Politiskt var hon i en period aktiv socialdemokrat och engagerade sig för fred och antimilitarism. Hon var även länge en engagerad medlem av Dansk Kvindesamfund (1916–1934) och bidrog flitigt med artiklar till organisationens medlemstidning Kvinden og Samfundet samt till Tidens Kvinder (utgiven av Danske Kvinders Nationalråd). Hon var även skribent för den danska veckopressen, däribland Damernes Blad och Vore Damer.
Eggers författardebuterade 1903 med romanen Zigøjnerblod, som bl.a. behandlade det för tiden kontroversiella ämnet kring kvinnors sexualitet. Därefter kom hon att bli en mycket produktiv författare. Patriarkatet, kvinnors underordning och sexuell frigörelse är ofta förekommande teman i Eggers romaner, däribland i Moderne Ægteskab (1904). Hon skildrar också villkoren för den självständiga kvinnan i böcker som Af en Ensoms Optegnelser (1910) och Den glemte Gud (1915). Hon markerade sig också som förespråkare för fri abort med romanen Erotik (1932). I synnerhet hennes tidigare romaner fick goda omdömen av litteraturkritiker och hon tilldelades från 1921 statligt stöd för sitt författarskap. Genom att kombinera sitt författarskap med sin journalist- och skribentverksamhet fick hon en bred läsarskara. Hon fick även kontakt med flera för tiden inflytelserika författare, däribland Thit Jensen och Georg Brandes som hon utvecklade vänskaper med. Hon genomförde en uppmärksammad resa på sju månader till Liberia. Hon skildrade sina upplevelser därifrån i boken Ene Hvid gennem Liberias Urskove (1931) som med den tidens mått hade en mer positiv syn på afrikaner genom att hon gjorde ett försök med att slå hål på fördomar gentemot dem.
Eggers bröt med Socialdemokratiet och kvinnorörelsen under 1930-talet och anslöt sig till Danmarks national-socialistiske arbejderparti (DNSAP) 1934. Hon var grundare och ledare för partiets kvinnoförbund, Nordisk Kvindefront, och drev förlaget Nordiske Kvinders Forlag. Hon var redaktör för partiets medlemstidning Kamptegnet och stod partiledaren Aage H. Andersen nära. Hon var också medlem av det mindre partiet National Socialistisk Arbejder Parti (NSAP). Efter krigsslutet internerades hon i Vestre Fængsel för sitt engagemang inom den nazistiska rörelsen. Hon dog några dagar efteråt. Det är ännu oklart varför hon under 1930-talet ändrade ståndpunkt och anslöt sig till nazismen.

### Skönlitteratur
- Zigøjnerblod (1903)
- Moderne Ægteskab (1904)
- Penge (1905)
- Byen med de grønne Tage (1906)
- Den røde Synd (1908)
- Venedigs Datter Catarina Cornaro (1908)
- Ada og hendes Hunde (1909)
- Det gamle Torv (1909)
- Af en Ensoms Optegnelser (1910)
- Margrethe (1911)
- Den glemte Gud (1915)
- En stor Mands lille Datter (1915)
- De derhjemme (1916)
- Henrik Urne (1917)
- Hvorfor? (1918)
- Højsommer (1918)
- En Mor (1919)
- Ambrosius (1921)
- Vi, der vandrer (1921)
- Den indiske Ring (1922)
- Lenes bedste Kammerat (1922)
- Anna Charlotte og hendes Plejesøster (1923)
- Elverhøj (1923)
- Gaden (1923)
- Lene bliver skinsyg (1923)
- De tre paa Torvet (1924)
- Lene rejser til England (1924)
- En grim Kvindes Bekendelse (1925)
- Kærlighedens Spil (1925)
- Lenes Bryllup (1925)
- Penge (1925)
- Ruth og Jens (1925)
- Henri - der er ingen Død (1926)
- Pe'r Vovehals (1929)
- Skyggen fra Muren (1929)
- Erotik (1932)

### Dramatik
- Et lykkeligt Ægteskab (1911)
- Den blaa Vase (1918)
- Nordiske Kvinde: Rejs dig og kæmp! (1938)
- Lad nu Jøderne faa Ordet! (1939)